# Yamaha YZF-R3
Yamaha YZF-R3，简称R3，是一款由雅马哈自2015年起生产的321 cc（19.6 cu in）直列双缸运动型摩托车。R3 和 R25 是雅马哈最早的两款采用异步双缸设计车型。
YZF-R3 于2019年得到了一次升级改款。

## 设计
Yamaha R3 是一款入门级运动型摩托车，与之类似的 250–400 cc 摩托车型还有川崎 Ninja 300、本田 CBR250R、CBR300R 和 KTM 390系列。其与 R25 在设计上由诸多类似，包括引擎的设计。其发动机采用了下吸气进气燃油喷射系统，而10辐铝铸轮毂减少了车身的非悬挂重量。其发动机气缸是全铝制的。2017年起，YZF-R3 开始提供选配的 ABS系统。其2018款配备了双通道 ABS 并符合歐盟四期排放标准。

## 性能
2015款 R3 的百公里制动距离为40米。有车评人称其制动系统难以匹配其发动机马力，（无ABS版）很容易在紧急制动时产生摆尾。